# جو اگزاتیک
ژوزف آلن مالدونادو (انگلیسی: Joseph Allen Maldonado؛ زادهٔ ۵ مارس ۱۹۶۳؛ با زاد نام شریبوگل (انگلیسی: Schreibvogel)) که با نام جو اگزاتیک (به معنای جو عجیب و غریب) و نام مستعار ببر پادشاه نیز شناخته می‌شود، نگهدارنده حیوانات، شخصیت رسانه‌ای، مجرم شناخته‌شده و خودشاغل اهل ایالات متحده آمریکا است که در سال ۱۹۹۹ پارک حیوانات عجیب و غریب را در وینوود، اکلاهما پایه‌گذاری کرد.
مجموعهٔ تلویزیونی ببر پادشاه: قتل، ضرب وشتم و جنون بر اساس زندگی جو اگزاتیک ساخته و در ۲۰ مارس ۲۰۲۰ از نتفلیکس منتشر شد.